# Gle Seblah
Gle Seblah är en kulle i Indonesien.   Den ligger i provinsen Aceh, i den västra delen av landet, 1 800 km nordväst om huvudstaden Jakarta. Toppen på Gle Seblah är 140 meter över havet.
Terrängen runt Gle Seblah är kuperad västerut, men österut är den platt.Runt Gle Seblah är det ganska tätbefolkat, med 96 invånare per kvadratkilometer. Närmaste större samhälle är Sigli, 15,7 km öster om Gle Seblah. I omgivningarna runt Gle Seblah växer i huvudsak städsegrön lövskog.